# Pushing Daisies
Pushing Daisies (Criando malvas en España) es una comedia dramática estadounidense creada por Bryan Fuller ―creador de Tan muertos como yo (Dead Like Me) y Wonderfalls―, quien también es productor ejecutivo junto con Bruce Cohen, Dan Jinks, Brooke Kennedy y Barry Sonnenfeld (el director de Men in Black y Adams Family, entre otras). La serie está producida por Warner Bros. Descrito como un «cuento de hadas forense», Pushing Daisies es la historia de un pastelero llamado Ned que tiene el poder de traer a los muertos de vuelta a la vida.
La serie se estrenó en Estados Unidos el 3 de octubre de 2007 y se emite los miércoles por la noche (8/7c) a través de ABC. Un día antes se emite en CTV, en Canadá. A principios de 2008 comenzó su emisión en Hong Kong y Reino Unido. En España, Canal+ Comedia emitió la serie en V.O.S. y Canal+ ha anunciado que la ofrecerá doblada al castellano. Los derechos de emisión en abierto están en manos de TVE, que la estrenó con el título de Criando Malvas el domingo 16 de enero de 2011. Por su parte, en Latinoamérica fue estrenada el 10 de abril de 2008 por el canal por cable Warner Channel, aunque un año más tarde la señal jamás llegó a emitir la segunda temporada.
Debido a la Huelga del Gremio de Guionistas de América, la serie terminó solo nueve de un total de 22 episodios de la temporada 1.
El 17 de julio de 2008, Pushing Daisies fue nominada para doce premios Emmy, incluyendo:
- mejor actor principal en una serie de comedia (Lee Pace).
- actriz de reparto en una serie de comedia (Kristin Chenoweth) y
- escritor de una serie de comedia (Bryan Fuller).

Ganó tres:
- dirección de una serie de comedia (Barry Sonnenfeld).
- partitura original de una serie de comedia y
- edición de una serie de comedia.

Tras la emisión del décimo capítulo de la segunda temporada, la cadena ABC canceló la serie y los tres últimos episodios de la serie se emitieron en el Reino Unido en abril de 2009. En Estados Unidos se pudieron trasmitir los capítulos restantes entre el 30 de mayo y el 13 de junio de 2009.

## Actores y personajes principales
| Actor                         | Personaje |
| ----------------------------- | --- |
| Lee Pace                      | Ned. Es el protagonista principal de la serie, propietario de The Pie Hole (‘El Rincón de las Tartas). Tiene el extraño don de devolverle la vida a los muertos con un solo toque de su dedo, pero si vuelve a tocarlos mueren de nuevo y para siempre, y si los deja vivir más de sesenta segundos, muere la persona que está más cerca como compensación cósmica. Se dedica a hacer tartas, destreza que heredó de su madre y que desarrolló como método de superación de su pérdida cuando era niño. Tiene un almacén secreto en su local lleno de fruta podrida, ya que adquiere un sabor increíble cuando vuelve a tocarla; aunque eso significa que no puede comer sus propias tartas. El detective privado Emerson Cod, cliente habitual de The Pie Hole, lo sorprende «tocando» por accidente a un delincuente que se mata en una persecución en la parte de atrás del local cuando Ned estaba sacando la basura, y le propone una asociación y un trabajo: tocar a las víctimas de asesinato para preguntarles quién las mató y repartirse la recompensa. Le gusta manejar su Mercedes y jugar con su perro Digby, pero no lo puede tocar; fue el primer ser al que dejó vivo durante más de un minuto después de que le atropellase un camión jugando cerca de la carretera. Ned tenía entonces nueve años y acababa de descubrir su don. Los dos comprenden las restricciones de su amistad, pero estar juntos resulta suficiente. Con el tiempo, Ned fabricará un artilugio con una mano artificial en el extremo para poder acariciarle. Inmediatamente después del suceso con Digby, le devolvió la vida a una mosca que su madre había matado con un matamoscas; pasado el periodo de gracia de un minuto su madre se desplomó en la cocina mientras preparaba una tarta, tras lo cual él la revive. Por entonces el pequeño no conocía la cara amarga de su curiosa habilidad innata, para él su madre había vuelto a la vida, eso era todo. Pero pasado el periodo de gracia de un minuto, el padre de su vecina, Charlotte Charles ―la chica que le gustaba―, cayó misteriosamente fulminado mientras regaba el jardín. Ned tuvo que admitir que se trataba de una poderosa coincidencia, pero seguía siendo algo extraño e incomprensible. Esa misma noche, su madre murió de nuevo al darle un beso de buenas noches para arroparle. Tras la definitiva muerte de su madre, su padre le abandonó en un internado, hecho que marcó su infancia y lo hizo aún más solitario y reservado. A partir de ese momento juró que nunca volvería a revivir a nadie, hasta que volvió a hacerlo. Tras veinte años sin ver a Charlotte, se enteró por las noticias de la televisión de que había muerto en circunstancias misteriosas durante un crucero y acude en su rescate. No podrá volver a tocarla nunca, lo que se convierte en un gran obstáculo y en un motivo de constante preocupación, pero la felicidad de tenerla de nuevo en su vida es tan abrumadora que tiene prioridad sobre cualquier problema que pueda surgir. Charlotte era su vecina y amiga en Coeur d'Coeurs cuando eran niños, y la llama Chuck desde entonces. Ned era conocido por las tías de Chuck como Beaver Boy (‘chico castor’) porque en su octavo cumpleaños le regaló una camiseta que tenía un castor con una pancarta que decía «Ama a los animales, besa a un castor». Chuck lo define como romántico y celoso (además de misterioso: «Te encantan los secretos, si pudieras te casarías con ellos y tendrías “secretitos”»). |
| Anna Friel                    | Charlotte Chuck Charles., Coprotagonista y amor de la infancia de Ned, con ella jugaba a destruir Villa Plastilina. Muere en un crucero a Haití, todas las televisiones retransmiten la noticia y se convierte en una celebridad tras su muerte, la llaman «la turista solitaria» ya que se había embarcado sola en el crucero. Es revivida por Ned y no puede establecer contacto físico con él desde ese momento. Tanto Emerson como él insisten en que se esconda para que nadie la reconozca, pero no quiere volver a estar recluida y decide participar en la resolución de los casos camuflando su aspecto con un montón de ingeniosos disfraces. Es una apasionada de la vida y del conocimiento. Luego de la muerte de su padre se mudó con sus tías y casi no salía de su casa. Aprovechó todo el tiempo que pasó recluida cuidando de sus tías leyendo libros y aprendiendo idiomas, entre otras habilidades que le son muy útiles en el presente para ayudar a resolver los casos. Decide aprovechar al máximo su segunda oportunidad en la vida desprendiéndose de su anterior miedo a los cambios. Sus sueños son más vívidos que antes de morir y los sabores de la comida más intensos. Tiene una relación muy especial con las abejas y hace su propia miel en la azotea de su edificio con la ayuda de Ned, convirtiéndose en «poco ortodoxos apicultores urbanos». Consigue incluir en el menú de la Tartería sus pequeñas tartas de miel con mucha reticencia por parte del pastelero, que es un purista en lo culinario y muy prudente en la vida hasta el regreso de Chuck. |
| Chi McBride                   | Emerson Cod.,Iinvestigador privado y compañero de negocios de Ned. Es una de las pocas personas que conoce su secreto. Se trata de un detective muy peculiar que también tiene sus propios secretos, los cuales serán develados a lo largo de la trama. Hace punto para liberar el estrés desde la llegada de Chuck (a la que él siempre se refiere como «la chica muerta») y le encantan los libros en 3D. Es muy reservado con respecto a su vida personal, pero siempre dice lo que piensa con comentarios agudos y punzantes. Su tarta favorita es la de ruibarbo y la de cerezas a la mòde. |
| Jim Dale                      | Narrador. Su narración de los hechos y pensamientos de los personajes nos acompaña a lo largo de la historia entrega a entrega. Tiene una frase recurrente para estructurar la narración de los casos, «The facts are these» (‘los hechos son estos’), a la que sigue siempre la más increíble de las explicaciones. |
| Las tías de Charlotte / Chuck | Ambas son neuróticas y tienen idénticos desórdenes de personalidad. Son grandes amantes de las aves y del queso. Su sobrina Charlotte, que empezó a vivir con ellas a raíz de la muerte de su padre, llamaba «quesera» a la nevera, ya que la utilizaban para ese único fin: almacenar todo tipo de exquisitos quesos. Durante su juventud, formaban un famoso dúo de natación sincronizada llamado «The Darling Mermaid Darlings» (adaptado al español como «Las adoradas sirenas doradas»). Para ellas, nadar era como el oxígeno (Lily solía referirse al cloro como «sol embotellado»), hasta que se vieron obligadas a dejarlo cuando Lily perdió un ojo limpiando la arena del gato, o eso fue lo que dijeron a sus seguidores, tratando de ignorar la verdadera causa. Se recluyeron en su casa, y desde entonces los niños de la vecindad las consideran brujas. Cuando murió Charlotte intentan apreciar más la vida y al tiempo vuelven a organizar su gira, pero no tardan en tener una recaída emocional y cancelar la misma. Son totalmente ajenas al hecho de que Ned le ha devuelto la vida a Chuck. Chuck les envía tartas de manera anónima desde La Tartería con remedios homeopáticos dentro para ayudarlas a vencer la depresión y a salir de casa y que vuelvan a dedicarse a su gran pasión, la natación sincronizada. |
| Ellen Greene                  | Vivian Charles, tía de Chuck. Le teme al contacto físico. Desde niña desarrolló una relación de dependencia con respecto a su hermana Lily. Es más positiva que esta, pero suele reprimir su carácter delante de ella. Tiene un especial talento para la taxidermia. Las tartas se convierten en una especie de adicción sexual para ella. Su favorita es la de frutas del bosque. |
| Swoosie Kurtz                 | Lily Charles, tía de Chuck. Tiene un carácter muy fuerte, se muestra sarcástica, infeliz y muy reservada debido a la culpabilidad que siente por un secreto que lleva guardando mucho tiempo. Tiene una desmesurada afición por el vodka y los martinis. De hecho, piensa que echarle agua a un vaso es un desperdicio. Su tarta favorita es la de pera con queso gruyer. |
| Kristin Chenoweth             | Olive Snook. Es, la camarera de The Pie Hole y vecina de Ned, está desesperanzadamente enamorada de él y celosa de su relación con Chuck (la «morena surgida de la nada»). Les observa de manera obsesiva. Aunque después se vuelven buenas amigas, tienen sus altibajos debido a eso y a que Olive cree que Chuck fingió su muerte. Suele cantar para expresar sus sentimientos por Ned y su frustración por no poder tenerle. A pesar de eso, nunca se rinde, siendo la perseverancia y el buen humor rasgos importantes de su carácter. No fue una niña abandonada como el pastelero, pero sí desatendida por sus ricos y superficiales padres. Su implicación en los casos será cada vez mayor. Fue jinete profesional. No sabe que Ned puede devolverle la vida a las cosas muertas. Sus tartas favoritas son la de melaza y la de melocotón de Georgia, caliente y con helado de canela por encima. |

## Historia
Pushing Daisies relata la vida de Ned, un chico que posee la misteriosa habilidad de devolver la vida a los muertos solo con tocarlos. Sin embargo, hay algunas condiciones: si toca a la persona resucitada una segunda vez, esta morirá para siempre; y si una persona revive durante más de un minuto, alguien físicamente cercano morirá.
Ned descubrió su don de pequeño cuando resucitó a su Golden Retriever, Digby, que había sido atropellado por un camión mientras jugaban. Después devolvió la vida a su madre cuando murió a causa de una aneurisma. Sin embargo, al revivirla, causó accidentalmente la muerte del padre de Chuck, la chica que le gustaba, pues todavía no conocía las consecuencias de revivir a alguien más de un minuto. Se enteró de este hecho de la peor manera posible, ya que su madre murió para siempre después de darle ese mismo día el beso de buenas noches. Ned y Chuck fueron separados. Ella fue a vivir con sus excéntricas tías Vivian y Lily, y él fue trasladado y abandonado en un internado por su padre. En consecuencia, ambos crecieron y se convirtieron en personas introvertidas.
Gracias a que heredó el talento de su madre con las tartas, Ned se convirtió en pastelero y abrió una tartería, The Pie Hole, con la ayuda de su camarera, Olive Snook, quien lo añora. Un investigador privado, Emerson Cod, descubre accidentalmente el don de Ned y le propone un trato: Ned resucitará a víctimas de asesinato durante menos de un minuto y les preguntará quién las mató. Cod resolverá los casos y se repartirán la recompensa, lo que vendrá muy bien a Ned para mantener a flote la Tartería.
Ned se entera de que Chuck, a la que no veía desde mucho tiempo, ha muerto durante un crucero. La revive con el pretexto de servir a la justicia preguntándole quién la mató, pero no es capaz de tocarla por segunda vez; pasado el minuto, se produce la esperada selección aleatoria, y el director de la funeraria muere en su lugar.
Ned y Chuck se enamoran de nuevo y, aunque nunca podrán tocarse, ella se muda con él. Chuck se une a Ned y Emerson para investigar muertes a cambio de dinero, empezando por su propio asesinato. Durante la serie, Emerson busca a su hija desaparecida que fue secuestrada por su madre, una estafadora. Después de reunirse con un editor de libros pop-up, quiere crear y publicar su propio libro pop-up, con la esperanza de que su hija lo lea y encuentre el camino de regreso. Chuck lucha por ocultar el secreto de su renacimiento a Vivian y Lily, y Vivian y Lily poco a poco aceptan la muerte de su sobrina. Descubrimos que Chuck es la hija de Lily fruto de la infidelidad con el padre de Chuck mientras estaba comprometido con Vivian. 
Ned revive al padre de Chuck para hacerle preguntas, y Chuck le hace creer a Ned que tocó a su padre por segunda vez para que ella pueda mantenerlo en su vida. El padre de Chuck y Ned tienen una relación antagónica y el padre de Chuck le pide que viaje por el mundo con él. Cuando ella le dice que prefiere quedarse en la ciudad, él se marcha solo. El epílogo revela que la hija de Emerson regresa con él, Chuck puede hacerles saber a su madre Lily y a su tía Vivian que está viva, y Olive se ha enamorado de Randy Mann, un taxidermista amigo del grupo, y abrió The Intrepid Cow. un restaurante dedicado a los macarrones con queso.

## Episodios

### Primera temporada
El primer episodio se estrenó el 2 de octubre de 2007, en Canadá. Esta temporada se emitió del 2 de octubre al 11 de diciembre de 2007 en Canadá, del 3 de octubre al 12 de diciembre en Estados Unidos y del 10 de abril al 5 de junio de 2008 en Latinoamérica. Debido a la Huelga del Gremio de Escritores de Estados Unidos, esta temporada solo contiene nueve episodios.

### Segunda temporada
La segunda temporada de la serie se estrenó en Estados Unidos el 1 de octubre y fue emitida hasta el 17 de diciembre de 2008, momento en el que a falta de emitir los últimos tres capítulos, la serie fue cancelada. Con posterioridad, el 4 y 11 de marzo de 2009, la cadena emitió los últimos tres capítulos ya grabados de la serie.
En Latinoamérica nunca llegó estrenarse la continuación del programa, emitido en un principio por el canal Warner Channel.
En España se estrenó el 14 de junio de 2009, en Canal+, con episodio doble.

## Supuesta resurrección de la serie
El 16 de julio de 2012, Bryan Fuller ―creador de Pushing Daisies―, estuvo en un panel en San Diego (California) dentro del marco de la Comic Con y entre otras menciones hizo del conocimiento público la de poder resucitar, de alguna manera, a la ya difunta serie:

Estamos trabajando en algo que es definitivamente el renacimiento de Pushing Daisies. La idea sería tener tantos miembros del elenco como podamos para que participen.
Bryan Fuller